# Recreatieplas Strijkviertel
De Strijkviertelplas, officiële naam Recreatieplas Strijkviertel, is een recreatieplas in Utrecht. Strijkviertel is de naam van een nabijgelegen weg.  

## Beschrijving
Het terrein omvat 20,6 ha, waarvan 12,7 ha water (ongeveer 750 meter lang en ongeveer 175 meter breed). De diepte van de plas is maximaal 8,5 meter. Aan de noordkant van de plas bevindt zich een moerasbos. Een deel van de plas is ingericht voor zwemrecreatie. Van 1 september tot 1 april is het terrein een hondenlosloopgebied. Het is een geïsoleerde plas en wordt dus gevoed door grond- en regenwater. De waterkwaliteit is goed. Jaarlijks vindt in Strijkviertel het Lief Festival plaats. Eigenaar van het terrein is het Recreatieschap Stichtse Groenlanden.

## Geschiedenis
De plas ontstond door ontgronding ten behoeve van de zandwinning door Rijkswaterstaat, die vanaf 1937 plaatsvond. In de jaren 70 en 80 vonden legale en illegale stortingen plaats van  grond, slib en bouw- en sloopafval. In 1986 werd de plas ingericht als recreatieterrein. De bodem werd door Rijkswaterstaat afgedekt door een laag zand van minimaal een meter, en in de zuidoostelijke hoek klei en veen. Het eigendom werd overgedragen aan de provincie. 